# ماریا آندریچیک
ماریا آندریچیک (لهستانی: Maria Andrejczyk؛ زادهٔ ۹ مارس ۱۹۹۶) پرتاب‌گر نیزه اهل لهستان است.
وی در مسابقات کشوری و بین‌المللی در مجموع برندهٔ ۱ مدال طلا، ۲ مدال نقره شده‌است.